# Viliam Thurzo
Viliam Thurzo (13. listopadu 1912 Komárno – 2. března 1984 Bratislava) byl slovenský lékař, onkolog a cytopatolog, profesor Lékařské fakulty Univerzity Komenského v Bratislavě, akademik SAV i ČSAV, laureát Státní ceny Klementa Gottwalda. Zabýval se zejména výzkumem národorotvorných virů (onkovirologií).

## Život
Narodil se 13. listopadu 1912 v Komárně v levicově orientované rodině; jeho otec bojoval na straně Maďarské republiky rad a po potlačení revoluce mu hrozila smrt zastřelením. V roce 1925 se s rodiči přestěhoval do Banské Bystrice; na tamním gymnáziu v roce 1932 maturoval a začal studovat medicínu na Komenského univerzitě. V tomtéž roce vstoupil do Komunistické strany Československa. O tři roky později (1935) se stal předsedou Spolku socialistických akademiků v Bratislavě.
Po ukončení studia v roce 1940 (MUDr.) nastoupil jako mladý lékař do tatranského sanatoria, kde se zakrátko stal přednostou klinické laboratoře. Zapojil se do protifašistického odboje a do přípravy Slovenského národního povstání; po jeho potlačení přešel do ilegality. Od 7. února 1945 do 18. září 1945 byl členem Sboru pověřenců, výkonného orgánu Slovenské národní rady, a zastával v něm post pověřence pro zdravotnictví.
V roce 1946 založil Ústav pro výzkum a léčení nádorů, který byl později přetvořen na Ústav experimentální onkologie SAV. Ředitelem tohoto ústavu byl od roku 1946 až do roku 1982. Z původní azylové nemocnice pro pacienty s pokročilými formami rakoviny začal budovat moderní experimentálně klinický komplex. Stal ze zakladatelem experimentální onkologie na Slovensku. Z jeho iniciativy byla ustavena samostatná katedra onkologie, radiologie a nukleární medicíny na Lékařské fakultě Univerzity Komenského v Bratislavě a Thurzo byl dlouhá léta jejím vedoucím.
Jako jeden z prvních ve střední Evropě rozpracoval koncepci nádorové virologie a inicioval výzkum onkogenních (rakovinotvorných) virů. Pod jeho vedením se zrodil objev viru B 77 (Bratislava 77), který způsobuje zhoubné bujení sarkomového typu u ptáků. Za tento objev obdržel Thurzo a jeho dvě spolupracovnice v roce 1973 Státní cenu Klementa Gottwalda. Stal se členem Slovenské akademie věd (1953 člen korespondent, 1975 akademik) i Československé akademie věd (1973 člen korespondent, 1977 akademik). V roce 1978 byl zvolen zahraničním členem Akademie věd Německé demokratické republiky. Čestné členství mu udělily Bulharská a Maďarská onkologická společnost. Téměř třicet let byl hlavním redaktorem mezinárodního odborného onkologického časopisu Neoplasma. Působil i jako expert Světové zdravotnické organizace v Ženevě pro zhoubné nádory.
Angažoval se v mírovém hnutí. Byl předsedou Slovenské mírové rady a místopředsedou Československého mírového výboru. V roce 1977 se stal členem předsednictva Světové rady míru. a byl též členem Pugwashského výboru.
Viliam Thurzo zemřel po dlouhé těžké nemoci dne 2. března 1984 v Bratislavě.

## Dílo
Publikoval více než devadesát původních vědeckých prací v československých a mezinárodních odborných časopisech. Knižně:
- Rakovina a boj proti něj (1953)
- Úvod do onkológie (s kolektivem, 1972)
- Základy onkológie (s kolektivem, 1978)

## Ocenění
- Řád Slovenského národního povstání I. stupně (1945)[2]
- Řád práce (1972)[4]
- Státní cena Klementa Gottwalda (1973)[4]
- Lékařská fakulta Uppsalské univerzity mu v roce 1977 udělila čestný doktorát (dr. h. c.)[9][5]
- Plaketa ČSAV Za zásluhy o vědu a lidstvo (stříbrná, 1977)[10]
- Řád Vítězného února (1978)[4]
- Řád republiky (1982)[4]